# Lucjusz Emiliusz Paulus Macedoński
Lucius Aemilius Paullus Macedonicus – rzymski polityk i zwycięzca spod Pydny.

## Pochodzenie
Pochodził ze starego patrycjuszowskiego rodu Emiliuszy, z gałęzi o przydomku Paulus. Była to rodzina o ogromnych wpływach, dzięki swojemu majątkowi i powiązaniom z rodem Korneliuszy Scypionów. Urodził się około 228 p.n.e., ojcem jego był Lucjusz Emiliusz Paulus konsul w 219 p.n.e.

## Kariera polityczna
Po odbyciu wymaganej cursus honorum służby wojskowej, był kolejno trybunem wojskowym, kwestorem, w 194 p.n.e. członkiem trzyosobowej komisji nadzorującej kolonizację w Krotonie, w 193 p.n.e. wybrany edylem kurulnym, ozdobił świątynię Jowisza. Około 192 wszedł w skład kolegium augurów. W 191 p.n.e. został wybrany pretorem. Jako pretor a później prokonsul walczył w prowincji Hiszpania Dalsza z Luzytanami w latach 191–189 p.n.e. Zaprowadził w prowincji porządek, zdobywając opinię sprawiedliwego polityka. W 189 p.n.e. był jednym z legatów do rozwiązania spraw w prowincji Azja. Po powrocie do Rzymu, po kilku nieudanych próbach został konsulem w 182 p.n.e. razem z Gnejuszem Bebiuszem Tamfilusem. W roku następnym jako prokonsul walczył z Ingaunami w Ligurii, a po powrocie celebrował triumf.

## Wojna zMacedonią
III wojna macedońska wybuchła w 171 p.n.e. gdy król Macedonii, Perseusz, pobił armię Rzymu pod dowództwem Publiusza Lycyniusza Krassusa w bitwie pod Kallicinus. Po dwóch latach nierozstrzygających starć do zakończenia wojny został wyznaczony przez senat Paulus, wybrany na konsula razem z Gajuszem Lycyniuszem Krassusem. Konsul pojawiwszy się w Grecji szybko rozpoczął przygotowywania do ofensywy. Armia rzymska rozbiła obóz nad rzeką Elpeus, która oddzielała strefy wpływów obu państw. Rzymianie parę razy próbowali zdobyć fortyfikacje za rzeką, ale bezskutecznie. Paulus zmusił przeciwnika do opuszczenia dogodnych pozycji wydzielając oddział pod dowództwem Publiusza Korneliusza Scypiona Nazyki który zdołał przedostać się na tyły pozycji Perseusza. Armia króla nie była bezpośrednio zagrożona, ale obawiając się, że Rzymianie zajmą ważne miasto Pydna i przetną jego linie zaopatrzenia zarządził wycofanie się na północ. Rzymianie podążyli za królem zmuszając go w krótkim czasie do walnej bitwy, która odbyła się pod Pydną 22 czerwca roku 168 p.n.e. Liczebność armii Paulusa szacuje się na ok. 38 000 żołnierzy oraz ponad 20 słoni. Wojska króla macedońskiego liczyły ok. 44 000 żołnierzy ich podstawę stanowili piechurzy uzbrojeni w długie piki i walczący w falandze. Linia Macedończyków został przerwana, a bitwa zamieniła się w rzeź macedońskiej armii. Perseusz uciekł z pola walki na czele zaledwie tysiąca ludzi. Trwająca około godziny bitwa pod Pydną zakończyła się niemal całkowitym unicestwieniem armii macedońskiej i zakończyła od razu wojnę macedońską. Zwycięstwo było w znacznej mierze wynikiem elastyczności rzymskiego systemu taktycznego. Senat zadecydował o upadku Macedonii. Jej tereny podzielił na 4 części, by następnie włączyć je do republiki. Do niewoli wzięto także wielu członków macedońskiej arystokracji. Był to kres królestwa macedońskiego.
Bitwa pod Pydną przyniosła kolejne zmiany w układzie sił – upadek i zniszczenie wielkiej niegdyś Macedonii i dalszy wzrost potęgi Rzymu. Dominacja w Grecji, osiągnięta po zwycięstwie pod Kynoskefalaj, została umocniona. Teoretycznie niepodległe państwa Hellady nie mogły nic zrobić bez wiedzy i zgody Rzymian. W 167 p.n.e. Paulus jako prokonsul zaprowadził rzymski porządek w Macedonii i Grecji, a także złupił Epir, sprzymierzeńca Perseusza.
Paulus wrócił do Rzymu w pełni chwały. Dzięki ogromnym łupom z Macedonii i Epiru celebrował w listopadzie 167 p.n.e. wspaniały triumf, w którym prowadzony był też jako jeniec król Perseusz.
W 164 p.n.e. Paulus został wybrany cenzorem. Zmarł w 160 p.n.e.

## Rodzina
Pierwszą żoną była Papiria Mazonis, córka konsula w 231 p.n.e. Gajusza Papiriusza Mazona, z którą rozwiódł się według Plutarcha bez specjalnych przyczyn około 183–182 p.n.e. Z małżeństwa tego miał dwóch synów i dwie córki. Starsza, Emilia Paula Prima poślubiła syna Katona Starszego, młodsza, Emilia Paula Sekunda. Eliusza Tuberna, bogatego plebejusza, konsula w 117 p.n.e.
Druga żona, nieznana z imienia, urodziła mu również dwóch synów (starszego ok. 181, młodszego ok. 176) i córkę Emilię Tertię.
Gdy ród był zagrożony wymarciem, patrycjusz, który miał dostateczną liczbę dzieci, mógł oddać jednego z synów swemu mniej płodnemu przyjacielowi. Tak właśnie postąpił Lucjusz Emiliusz Paulus, przekazując dwóch spośród czterech swych synów w ręce innych wielkich rodów. Jeden z nich został przygarnięty przez krewnych sławnego Kunktatora i przybrał imię Kwintusza Fabiusza Maksymusa Emiliusza. Młodszy (prawdopodobnie Lucjusz) został adoptowany przez syna Scypiona Afrykańskiego Starszego i stał się Pubiliuszem Korneliuszem Scypionem Emiliuszem, późniejszym zdobywcą Kartaginy i Numancji. Los jednak zadrwił z hojności Paulusa – dwaj synowie, którzy mu pozostali, zachorowali i zmarli, pierwszy z nich pięć dni przed, drugi zaś trzy dni po triumfalnym pochodzie ojca wieńczącym zwycięstwo odniesione nad królem macedońskim Perseuszem w bitwie pod Pydną.
W testamencie Paulus przekazał majątek synom, choć nie byli prawnie już Emiliuszami. Przy czym Scypion zrezygnował ze swojego udziału na rzecz starszego brata. Ze śmiercią Paulusa wygasła linia Emiliuszy Paulusów.

## Potomkowie (Drzewo genealogiczne Emiliuszów Paulusów)
| Lucjusz Emiliusz Paulus Macedoński     |
| konsul 182 i 168 p.n.e.                |
| \| 1. Papiria Masonia \| \| 2. N.N. \| |
| 1. Papiria Masonia                     |
| 2. N.N.                                |

| 1. Papiria Masonia |
| 2. N.N.            |

| Emilia Paula Prima                       |
| \| 1. Marek Porcjusz Katon Licinianus \| |
| 1. Marek Porcjusz Katon Licinianus       |

| 1. Marek Porcjusz Katon Licinianus |

| Kwintus Fabiusz Maksimus Emilianus             |
| adoptowany do rodu Fabiuszy; konsul 145 p.n.e. |

| Publiusz Korneliusz Scypion Emilian Afrykański Młodszy |
| adoptowany przez syna Scypiona Afrykańskiego Starszego |

| Emilia Paula Sekunda            |
| \| 1. Kwintus Eliusz Tuberon \| |
| 1. Kwintus Eliusz Tuberon       |

| 1. Kwintus Eliusz Tuberon |

| N.N. Emiliusz Paulus        |
| ur. ok. 181, zm. 167 p.n.e. |

| N.N. Emiliusz Paulus        |
| ur. ok. 176, zm. 167 p.n.e. |

| Emilia Paula Tercja |

| Marek Porcjusz Katon |
| konsul 118 p.n.e.    |

| Gajusz Porcjusz Katon |
| konsul 114 p.n.e.     |

| Kwintus Fabiusz Maksimus Allobrogik |
| konsul 121 p.n.e.                   |

| Kwintus Eliusz Tuberon |
| konsul 117 p.n.e.      |

| Marek Porcjusz Katon |
| pretor               |